# Mamiya (navire)
Pour les articles homonymes, voir Mamiya.
Le Mamiya (間宮) est un navire de ravitaillement de la Marine impériale japonaise en service entre les années 1920 et la Seconde Guerre mondiale.

## Construction
Le Mamiya est initialement conçu pour être un transporteur de pétrole, mais est en fait équipé comme navire d'approvisionnement alimentaire. La Marine l'envoie au Chantier naval Kawasaki où il est équipé d'installations pour la confection d'assez de nourriture pour 18 000 hommes pendant trois semaines, et les cuisines pour produire de grandes quantités de nourriture, y compris des yōkan, des manjū, du tofu, et du konnyaku. De nombreux chefs cuisiniers et pâtissiers sont employés à bord et deviennent membre de la Flotte combinée.

## Service dans la Guerre du Pacifique
Déjà vieux au déclenchement de la guerre, il continue de faire partie des opérations de la Marine dans le Pacifique. Le 12 octobre 1943, il a été endommagé par le sous-marin de l'US Navy Cero (en) près de l'île Chichi, et le 6 mai 1944 il est de nouveau été endommagé par l'USS Spearfish (en) dans la mer de Chine orientale. Dans les deux cas, il est réparé et remis en service. Le Mamiya est encore torpillé et endommagé dans la mer de Chine du Sud par le sous-marin USS Sealion qui finit par le couler le 21 décembre 1944 (17° 48′ N, 114° 09′ E).

## Sources
- (en) Cet article est partiellement ou en totalité issu de l’article de Wikipédia en anglais intitulé « Japanese food supply ship Mamiya » (voir la liste des auteurs).
- Bob Hackett, Sander Kingsepp et Peter Cundall, « IJN Mamiya: Tabular Record of Movement », sur Combined Fleet (consulté le 27 août 2014).